# انقباضات پلک‌ها
به انقباض‌های عضله مدور دور پلک که باعث پرش غیرارادی یا بسته شدن غیر ارادی پلک‌ها می‌شود انقباضات پلک‌ها یا بلفارواسپاسم (به انگلیسی: Blepharospasm) می‌گویند.
انقباضات پلک‌ها یک عارضه پیش رونده عصبی است که بیشتر در زنان میانسال و سالمند اتفاق می‌افتد. شایعترین شکل انقباض پلک‌ها «بلفارواسپاسم خود به خودی خوش‌خیم» است که به صورت بسته شدن مکرر غیر ارادی پلک‌ها تظاهر می‌کند.
انقباضات پلک‌ها نوعی دیستونی موضعی ناشایع است. دیستونی به معنای انقباض غیر ارادی مکرر و طولانی در یک عضله یا گروهی از عضلات می‌باشد.

## آغاز عارضه
برخی بیماران بلفارواسپاسمی ممکن است سابقه احساس خشکی چشم یا حساسیت به نور داشته باشند. گاه تحریک چشم (مثلاً نور خورشید، باد خنک، سرو صدا، حرکات سریع سر یا چشم) و استرس عصبی باعث شروع حملات انقباضات پلک‌ها می‌شود. با پیشرفت بیماری شدت و فراوانی حملات بیشتر می‌شود به‌طوری‌که گاهی بسته شدن پلک‌ها تا چند ساعت طول می‌کشد و فرد عملاً برای چند ساعت نابینا می‌شود. بیماری گاهی آنقدر شدید است که موجب ناتوانی فرد از حضور در اجتماع می‌شود و عملاً فرد را منزوی و افسرده می‌کند.
معمولاً فشارهای روحی و استرس (مثلاً حضور در محیط‌های نا آشنا) باعث شدیدتر شدن بلفارواسپاسم می‌شود. در حالت خواب انقباضات پلک‌ها متوقف می‌شود. به علاوه تمرکز بر یک فعالیت خاص، معمولاً باعث کمتر شدن حملات می‌گردد. گاه بیماری برای چند روز کاملاً بهبود می‌یابد.

## علت بلفارواسپاسم
به نظر می‌رسد که بلفارواسپاسم اولیه (شایعترین فرم بیماری) ناشی از اشکال در عملکرد «عقده‌های قاعده‌ای مغز» باشد. عقده‌های قاعده‌ای بخشی از مغز هستند که در تنظیم حرکات هماهنگ عضلات دخالت دارند. گاهی انقباضات پلک‌ها یا انواع دیگر دیستونی در افراد یک خانواده با زمینه‌های ژنتیکی بروز می‌کند. سایر علل بلفارواسپاسم برخی از داروها مانند داروهای پارکینسون، درمان جایگزینی هورمون با استروژن در زنان یائسه، قطع مصرف بنزودیازپینها، خشکی چشم و استرس می‌باشد.

## تشخیص
انقباضات پلک‌ها با توجه به علائم بالینی تشخیص داده می‌شود. برای تشخیص بلفارواسپاسم نیاز به آزمایش یا عکس برداری خاصی وجود ندارد. انجام اقدامات پاراکلینیک تنها وقتی ضروری است که بخواهیم احتمال مشکلات همراه (مثلاً وجود تومور) را رد کنیم.

## درمان
درمان‌های دارویی: داروهای ضد تشنج، داروهای آرام بخش، داروهای ضد افسردگی و کلریدمنیزیوم داروهایی هستند که معمولاً برای کنترل بلفارواسپاسم به کار می‌روند. پاسخ افراد به داروها متفاوت است. به هر حال درمان دارویی در بلفارواسپاسم چندان مؤثر نیست. در بهترین حالت، استفاده از دارو تنها باعث بهبود نسبی و گذرا می‌شود. به علاوه بسیاری از بیماران هیچ پاسخی به درمان دارویی نمی‌دهند.
تزریق بوتوکس (سم بوتولین): در حال حاضر بهترین روش درمان انقباضات پلک‌ها تزریق بوتاکس است. بوتاکس نام تجاری پروتئینی است که از باکتری کلوستریدیوم بوتولینوم (عامل بوتولیسم) استخراج می‌شود.وقتی بوتوکس به صورت موضعی به داخل عضلاتی تزریق می‌شود که مسوول بسته شدن پلک هستند، جذب پایانه‌های عصبی می‌شود که به عضلات فرمان می‌دهند. بوتوکس مانع آزاد شدن استیل کولین می‌شود که مسئول انقباض عضلات است. در نتیجه نوعی فلج موقتی علائم بلفارواسپاسم برطرف می‌شوند. معمولاً اثر تزریق پس از یکی دو هفته ظاهر می‌شود و ۳ تا ۶ ماه باقی می‌ماند. پس از این مدت لازم است تزریق بوتوکس مجدداً تکرار شود. البته در معدودی از بیماران پس از یکی دو بار تزریق علائم برطرف می‌شود. تزریق بوتوکس روش بسیار مؤثری است و در بیش از ۹۰ تا ۹۵٪ موارد باعث بهبود قابل توجه فرد می‌شود. البته تزریق بوتوکس می‌تواند عوارضی مانند پتوز (افتادگی پلک)، تاری دید یا دوبینی ایجاد کند اما این عوارض گذرا هستند و حداکثر ظرف مدت ۶ ماه برطرف می‌گردند.

## جراحی
جراحی معمولاً برای مواردی بکار می‌رود که یا تزریق بوتوکس مؤثر نبوده‌است یا فرد به انجام تزریقات مکرر علاقه ندارد. شایعترین روش جراحی که برای درمان بلفارواسپاسم به کار می‌رود برداشتن عضله یا میکتومی (Myectomy) است. در این روش قسمتی از عضلاتی که مسوول بستن پلک هستند با جراحی برداشته می‌شوند. این روش در ۷۰ تا ۸۰٪ موارد باعث بهبود علائم بلفارواسپاسم می‌شود. اما عوارض عمل جراحی بیشتر از تزریق بوتاکس و دائمی است.

## درمان‌های حمایتی
استرس و فشار عصبی معمولاً باعث بدتر شدن انقباضات پلک‌ها می‌شود. حملات شدید انقباضات پلک‌ها می‌تواند تا چندین ساعت فرد را عملاً نابینا کند لذا ایمن‌سازی محیط زندگی فرد اهمیت دارد.
انقباضات پلک‌ها می‌تواند موجب اضطراب، افسردگی و انزوای فرد شود. استفاده از عینک‌های آفتابی تیره به دو علت به مبتلایان بلفارواسپاسم کمک می‌کند. اول آنکه عینک آفتابی با جلوگیری از تابش نور شدید به چشم، مانع از تحریک چشم شده و تا حدی از بروز حمله بلفارواسپاسم جلوگیری می‌کند. ثانیاً عینک تیره با پنهان کردن چشم، مانع از آن می‌شود که سایرین متوجه پلک زدن غیرعادی فرد شوند.
استفاده از قطره‌های اشک مصنوعی و مرطوب‌کننده‌های چشم برای درمان خشکی چشم و درمان التهاب پلک (بلفاریت) با کاهش تحریک سطح چشم ممکن است به کنترل حملات انقباضات پلک‌ها کمک کند.